# Rochester, Kent
Rochester là một thị xã và thành phố lịch sử trong khu vực thẩm quyền đơn nhất Medway ở Đông Nam nước Anh. Nó nằm tại điểm thấp nhất của cầu nối sông Medway khoảng 30 dặm (50 km) từ London.
Rochester trong nhiều năm làm một địa điểm yêu thích của Charles Dickens, người sở hữu lâu đài Gads Hill Place ở Higham gần đó, nhiều tiểu thuyết của ông lấy bối cảnh khu vực này. Giáo phận Rochester, lâu đời thứ hai ở Anh, có trụ sở tại Nhà thờ Rochester và chịu trách nhiệm cho việc thành lập một trường học, ngày nay là trường của nhà vua vào năm 604, được công nhận là trường học hoạt động liên tục lâu đời thứ hai trên thế giới. Lâu đài Rochester, được xây dựng bởi Đức Giám mục Gundulf của Rochester, có một trong những lâu đài còn bảo tồn tốt nhất giữ trong hoặc Anh hoặc Pháp, và trong suốt cuộc chiến tranh nam tước đầu tiên (1215-1217) trong triều đại của vua John, lực lượng nam tước chiếm được lâu đài từ Đức Tổng Giám mục Stephen Langton và giữ nó chống lại nhà vua, người lúc đó bao vây nó.